# Адамант
Адамант (грч. Αδάμας) је личност из грчке митологије.

## Етимологија
Ово име на грчком језику значи „дијамант“.

## Митологија
У Хомеровој „Илијади“, био је Тројанац, син вође Фрижана, Асија. Борио се у тројанском рату и убио га је Мерион.

## Биологија
Латинско име ове личности (Adamas) је назив за род у оквиру групе зракоперки.